# Minas Viejas, Hidalgo
Minas Viejas är en ort i Mexiko.   Den ligger i kommunen Jacala de Ledezma och delstaten Hidalgo, i den sydöstra delen av landet, 170 km norr om huvudstaden Mexico City. Minas Viejas ligger 1 924 meter över havet och antalet invånare är 149.
Terrängen runt Minas Viejas är kuperad österut, men västerut är den bergig. Runt Minas Viejas är det ganska glesbefolkat, med 36 invånare per kvadratkilometer. Närmaste större samhälle är Pacula, 16,8 km nordväst om Minas Viejas. I omgivningarna runt Minas Viejas växer i huvudsak blandskog.